# 京丹波町
京丹波町（きょうたんばちょう）は、京都府の中部に位置し、船井郡に属する町。

## 概要

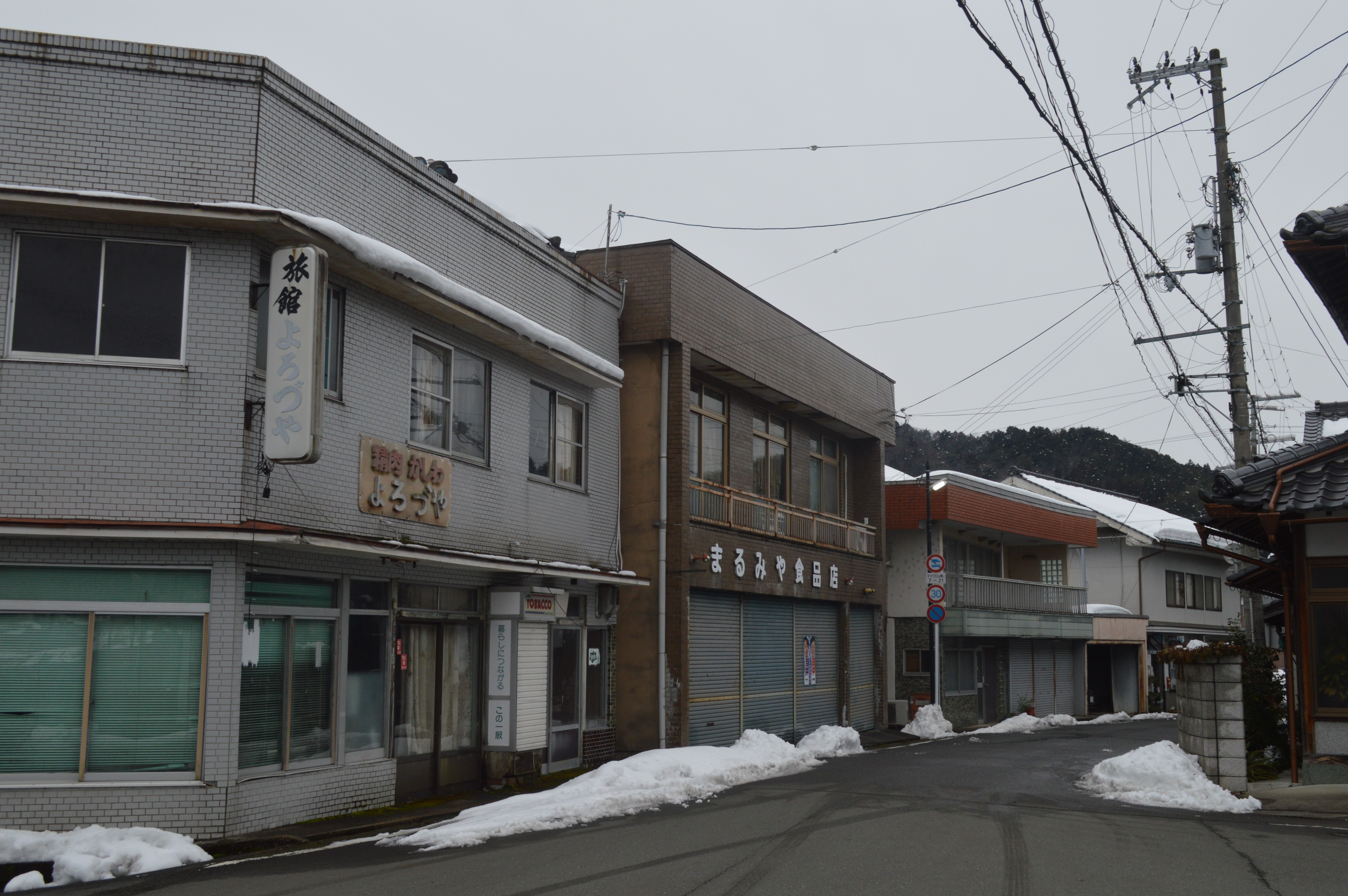
和知町の町並み

古来より京都と山陰を結ぶ山陰道および綾部街道へ抜ける街道沿いに宿場町が栄えた。京都府の中央部にあたり、丹波高地に囲まれた旧3町を中心部に住宅等がまとまり、現在でも京都縦貫自動車道や山陰本線、国道9号、国道27号、国道173号などが交わる交通の要所でもある。
現在は食のブランド化に力を入れており、大黒本しめじ、畑しめじ、京丹波ぽーく、丹波地鶏、丹波牛などの生産地である。

## 地理

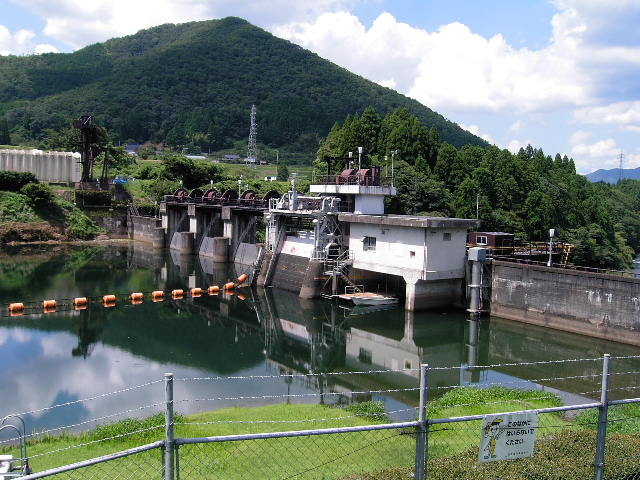
和知ダム

### 位置
福知山盆地と亀岡盆地の中間にある。丹波地方の中央部、丹波高地を控え、旧丹波町の南部が淀川水系と由良川水系の分水界となっている。

### 地形

#### 山岳
主な山
- 丹波高地
- 長老ヶ岳

#### 河川
主な川
- 由良川
- 高屋川
- 須知川

### 湖沼
主なダム
- 和知ダム

### 人口
2005年（平成17年）と2010年（平成22年）の国勢調査における人口増減は6.85％減の15,736人だった。増減率は府下26市町村中21位、36行政区域中31位。
| |                                          |  |
| 京丹波町と全国の年齢別人口分布（2005年） | 京丹波町の年齢・男女別人口分布（2005年） |  |
| ■紫色 ― 京丹波町 ■緑色 ― 日本全国 | ■青色 ― 男性 ■赤色 ― 女性                |  |
| 京丹波町（に相当する地域）の人口の推移 \| 1970年（昭和45年） \| 20,061人 \| \| \| 1975年（昭和50年） \| 19,381人 \| \| \| 1980年（昭和55年） \| 19,677人 \| \| \| 1985年（昭和60年） \| 19,087人 \| \| \| 1990年（平成2年） \| 18,696人 \| \| \| 1995年（平成7年） \| 18,785人 \| \| \| 2000年（平成12年） \| 17,929人 \| \| \| 2005年（平成17年） \| 16,893人 \| \| \| 2010年（平成22年） \| 15,732人 \| \| \| 2015年（平成27年） \| 14,453人 \| \| \| 2020年（令和2年） \| 12,907人 \| \| |                                          |  |
| 総務省統計局 国勢調査より |                                          |  |
| 1970年（昭和45年） | 20,061人                                 |  |
| 1975年（昭和50年） | 19,381人                                 |  |
| 1980年（昭和55年） | 19,677人                                 |  |
| 1985年（昭和60年） | 19,087人                                 |  |
| 1990年（平成2年） | 18,696人                                 |  |
| 1995年（平成7年） | 18,785人                                 |  |
| 2000年（平成12年） | 17,929人                                 |  |
| 2005年（平成17年） | 16,893人                                 |  |
| 2010年（平成22年） | 15,732人                                 |  |
| 2015年（平成27年） | 14,453人                                 |  |
| 2020年（令和2年） | 12,907人                                 |  |

### 隣接自治体
京都府
- 綾部市
- 福知山市
- 南丹市

兵庫県
- 丹波篠山市

## 歴史

### 沿革
平成時代
- 2005年（平成17年）10月11日 - 船井郡丹波町、瑞穂町、和知町の3町が対等合併して発足。

## 政治

### 行政

#### 町長
- 町長: 畠中源一（2021年11月20日就任、1期目）

歴代町長
| 代   | 氏名     | 就任日         | 退任日         | 備考 |
| ---- | -------- | -------------- | -------------- | ---- |
| 初代 | 松原茂樹 | 2005年10月11日 | 2009年11月15日 |      |
| 2代  | 寺尾豊爾 | 2009年11月16日 | 2017年11月5日  |      |
| 3代  | 太田昇   | 2017年11月6日  | 2021年11月19日 |      |
| 4代  | 畠中源一 | 2021年11月20日 |                |      |

### 議会

#### 町議会
京丹波町議会
- 定数：13人[1]

#### 国会
衆議院
- 任期：2021年（令和3年）10月31日 - 2025年（令和7年）10月30日（「第49回衆議院議員総選挙」参照）

| 選挙区                                                      | 議員名   | 党派名             | 当選回数 | 備考     |
| ----------------------------------------------------------- | -------- | ------------------ | -------- | -------- |
| 京都府第4区（亀岡市、京都市右京区・西京区、南丹市、船井郡） | 北神圭朗 | 無所属（有志の会） | 4        | 選挙区   |
| 京都府第4区（亀岡市、京都市右京区・西京区、南丹市、船井郡） | 田中英之 | 自由民主党         | 4        | 比例当選 |

## 施設

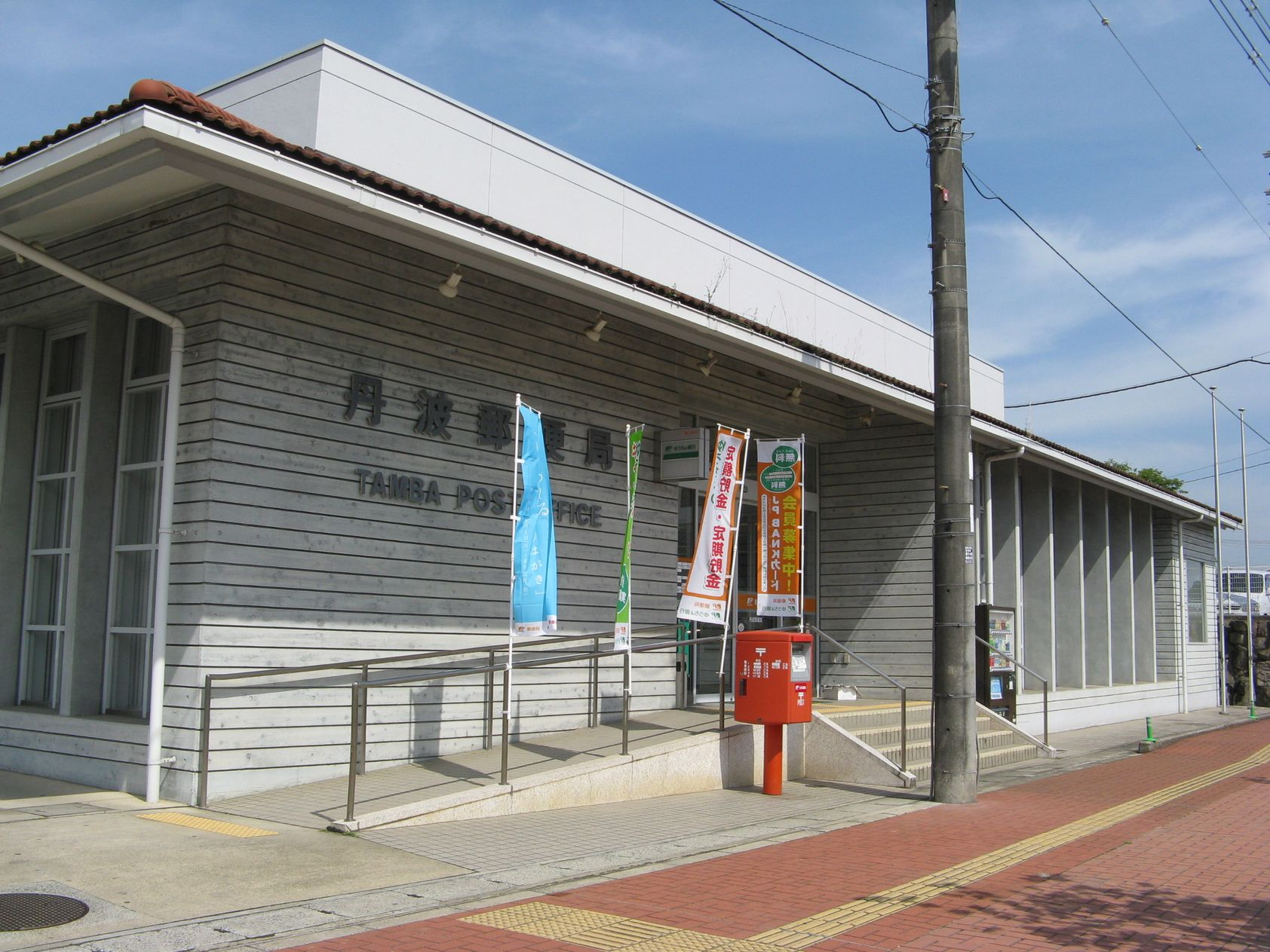
丹波郵便局

### 警察
本部
- 京都府警察 南丹警察署

交番
- 須知交番（京丹波町蒲生）

駐在所
- 桧山駐在所（京丹波町橋爪）
- 富田駐在所（京丹波町富田）
- 下山駐在所（京丹波町下山）
- 水原駐在所（京丹波町水原）
- 和知駐在所（京丹波町本庄）
- 篠原駐在所（京丹波町篠原）
- 広野駐在所（京丹波町広野）

### 消防
本部
- 京都中部広域消防組合

消防署
- 丹波出張所（京丹波町富田長野40番地3）

### 医療
主な病院
- 国民健康保険瑞穂病院
- 国民健康保険和知診療所

### 郵便局
主な郵便局
- 丹波郵便局
- 桧山郵便局
- 和知郵便局

### 運動施設
- 京都府立丹波自然運動公園

## 対外関係

### 姉妹都市・提携都市
京丹波町には、姉妹都市が海外に1件、友好町が国内に2件ある

#### 国内
姉妹都市
| 都市名        | 都道府県 | 地方名   | 提携年月日 |
| ------------- | -------- | -------- | --- |
| 双葉郡 双葉町 | 福島県   | 東北地方 | 1994年（平成6年）- 旧瑞穂町と姉妹町提携。 2006年（平成18年）5月11日、合併後の京丹波町も「友好町」として提携を継承。 1970年（昭和45年）に開かれた大阪万博の際、日本電信電話公社の企画で旧瑞穂町と双葉町の町長がテレビ対談したのが交流の始まり。一時期は交流が遠ざかったが、1994年（平成6年）に福島県立双葉高等学校が夏の甲子園に出場した際に、瑞穂町長ら関係者が応援に駆け付けたことから再度活性化し、姉妹町提携を結ぶ。 |

提携都市
| 都市名        | 都道府県       | 地方名     | 提携年月日                                                                                             |
| ------------- | -------------- | ---------- | --- |
| 上川郡 下川町 | 上川総合振興局 | 北海道地方 | 2013年（平成25年）3月4日 - 友好交流協定提携 ともに林業が盛んな地域であり、地域活性化を目指しての提携。 |

#### 海外
姉妹都市
| 都市名           | 国名               | 地域名                   | 提携年月日 |
| ---------------- | ------------------ | ------------------------ | --- |
| ホークスベリー市 | オーストラリア連邦 | ニューサウスウェールズ州 | 1988年（昭和63年）6月7日 - 旧丹波町とホークスベリー郡が姉妹都市協定を締結。 2007年（平成19年）2月 - 京丹波町として改めて姉妹都市協定を締結。 1984年（昭和59年）に丹波町で国際交流とファームステイが提言される。交流先を求める中で、ともに農業地域で環境が似ているホークスベリーが紹介される。 |

## 経済
主な産業は、農業と林業であり、農業はブドウ、稲作、酪農が中心である。特産物としては、丹波マツタケ、丹波黒豆、丹波栗、丹波牛、京丹波ぽーく、丹波ワインなどがある。
農業うち酪農業は町内農業生産額の50%以上を占める重要産業である。下山地区に鳥渕牧場などがある。

### 第一次産業

#### 農業
- ブドウ
- 松茸
- 黒豆
- 丹波栗
- 丹波牛
- 京丹波ポーク
- 丹波ワイン

#### 林業
- 北山杉

### 金融機関
銀行
- 京都銀行須知支店

信用金庫
- 京都北都信用金庫瑞穂支店・和知支店

## 情報・生活

### マスメディア

#### 放送局
ケーブルテレビ
- 京丹波町ケーブルテレビ

### ライフライン

#### 電力
- 関西電力
- 京都府公営企業

発電所
- 太鼓山風力発電所

#### ガス
- 大阪ガス

#### 上下水道
- 京都府営水道

#### 電信
- NTT西日本

## 教育・研究機関

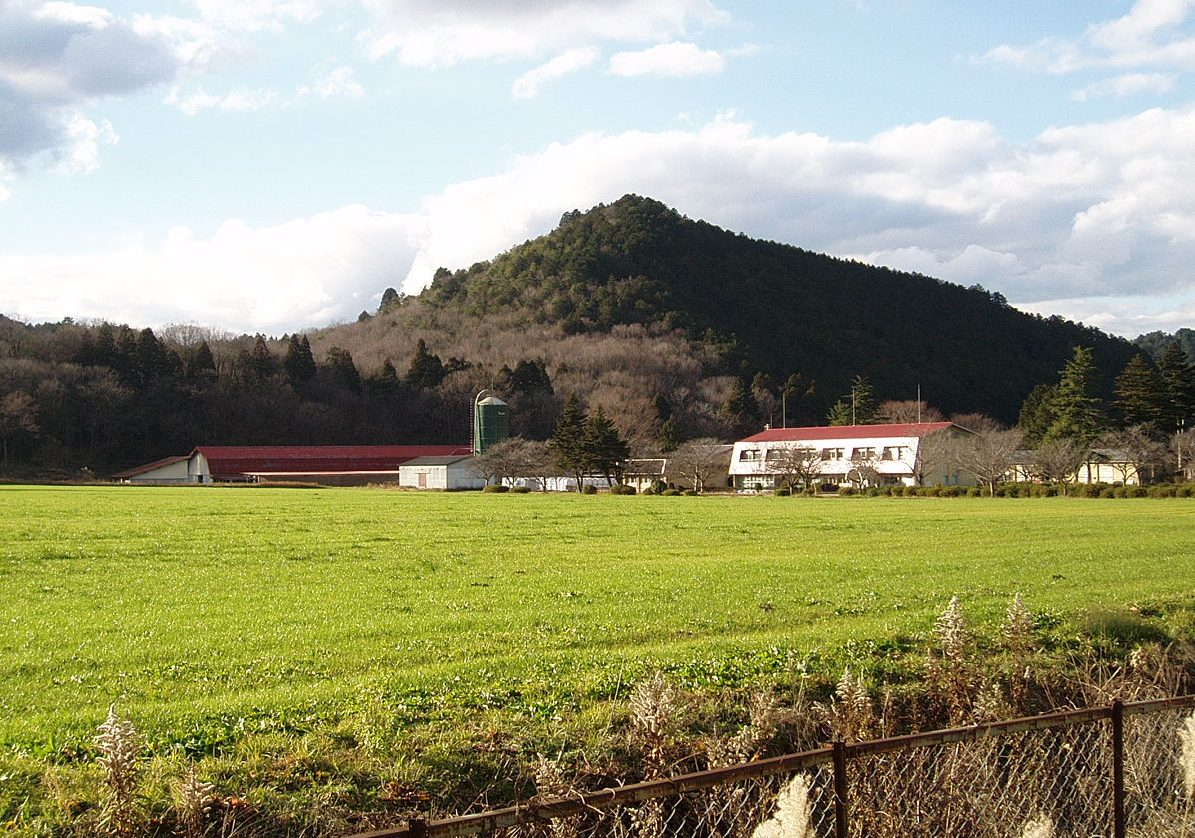
京都大学大学院農学研究科附属牧場

### 大学
国立
- 京都大学大学院農学研究科付属農場

### 専修学校
府立
- 京都府立林業大学校

### 高等学校
府立
- 京都府立須知高等学校

### 中学校
町立
- 京丹波町立蒲生野中学校
- 京丹波町立瑞穂中学校
- 京丹波町立和知中学校

### 小学校
町立
- 京丹波町立丹波ひかり小学校
- 京丹波町立竹野小学校
- 京丹波町立下山小学校
- 京丹波町立桧山小学校
- 京丹波町立和知小学校

### その他の教育機関
- 聖イエス会ロゴス神学院

## 交通

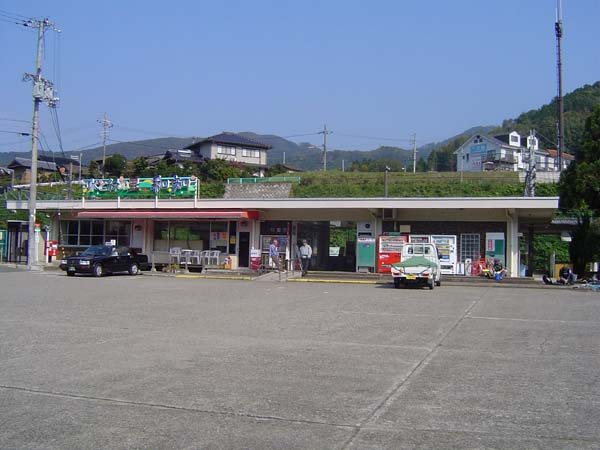
和知駅

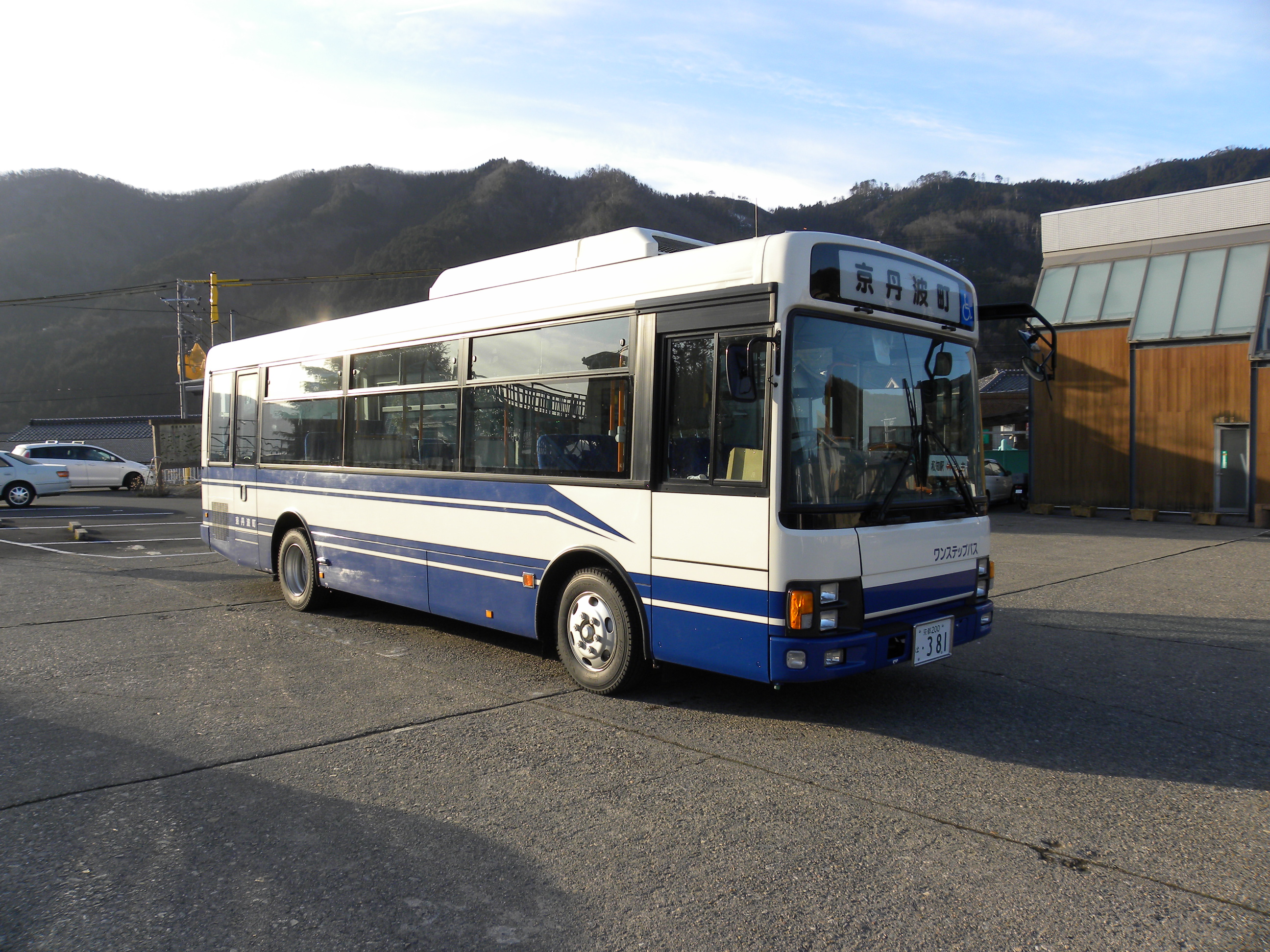
京丹波町町営バス

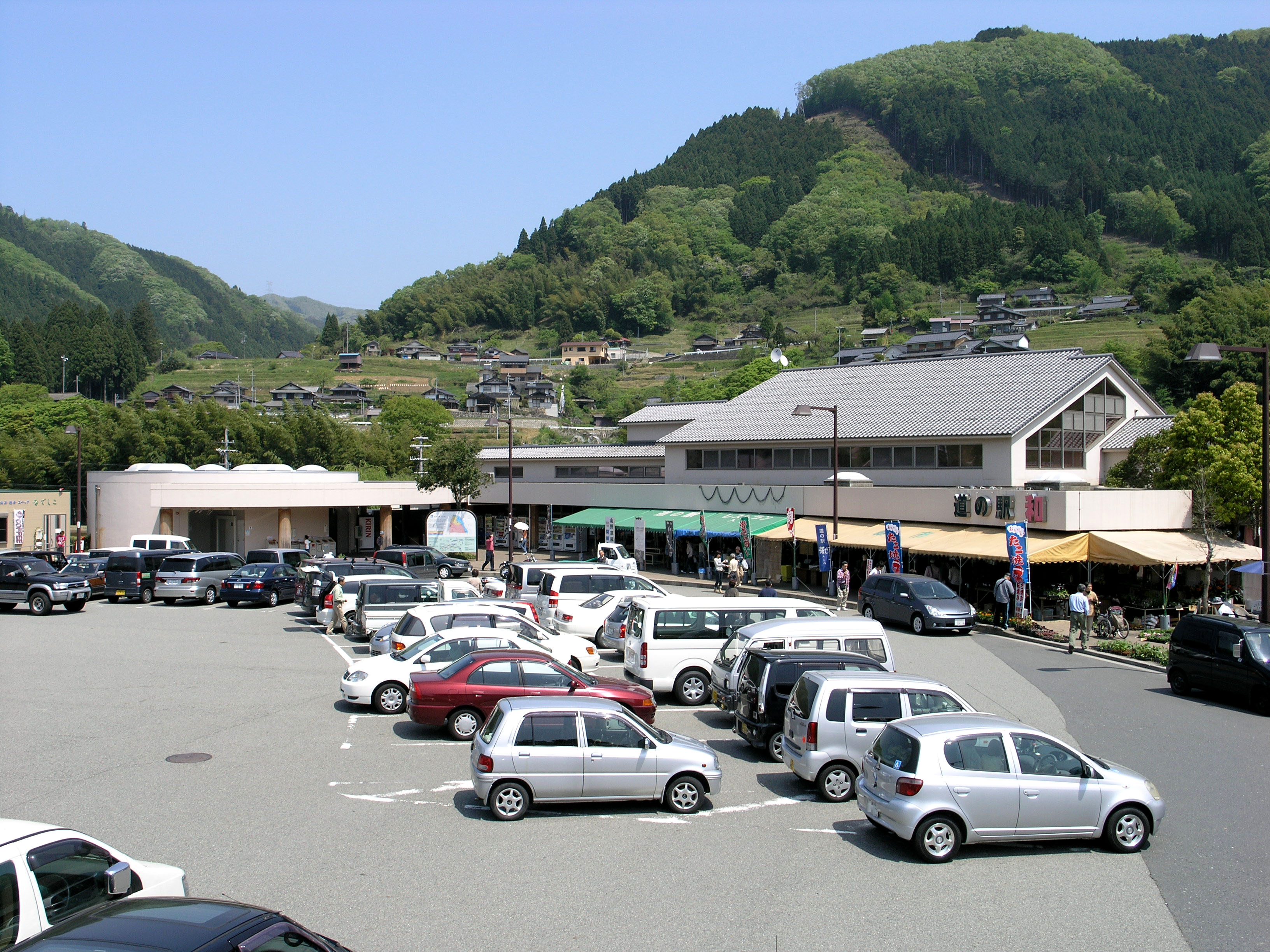
道の駅和

### 鉄道
中心となる駅：和知駅

#### 鉄道路線
西日本旅客鉄道（JR西日本）
- 山陰本線：- 下山駅 - 和知駅 - 安栖里駅 - 立木駅 -

なお、旧瑞穂町、および旧丹波町南部には鉄道駅がない。一部の地域住民にとっては、京都市方面へのアクセスには南丹市にある園部駅を利用した方が便利である。

### バス

#### 路線バス
- 中京交通 - 2024年4月より西日本JRバス園福線（国道9号沿い、園部駅から当町の桧山を経て福知山駅まで結んだ）の代替として園部駅 - 桧山 - 菟原・下之段（福知山市）を運行。
- 京丹波町町営バス（国道9号線・27号線沿い）など

### 道路

#### 高速道路
西日本高速道路（NEXCO西日本）
- E9京都縦貫自動車道
  - 京都丹波道路：- 丹波IC -
  - 丹波綾部道路：- 京丹波PA - 京丹波みずほIC - 京丹波わちIC -

#### 国道
- 国道9号
- 国道27号
- 国道173号
- 国道478号

#### 府道
主要地方道
- 京都府道12号綾部宮島線
- 京都府道26号京丹波三和線 - 以前は、「丹波三和線」という名称であった。
- 京都府道51号舞鶴和知線
- 京都府道59号市島和知線
- 京都府道80号日吉京丹波線 - 以前は、「日吉丹波線」という名称であった。

一般府道
- 京都府道444号桧山須知線 - 以前は、「桧山丹波線」という名称であった。
- 京都府道445号富田胡麻停車場線
- 京都府道446号豊田富田線
- 京都府道447号上野水原線
- 京都府道448号和知停車場線
- 京都府道449号本庄和知停車場線
- 京都府道450号広野綾部線
- 京都府道453号大河内口八田線
- 京都府道481号上杉和知線
- 京都府道521号上川合猪鼻線
- 京都府道702号篠山京丹波線 - 以前は「篠山丹波線」という名称であった。
- 京都府道711号遠方瑞穂線

### 道の駅
- 道の駅京丹波 味夢の里 - 京丹波PAと併設されている。
- 道の駅丹波マーケス
- 道の駅瑞穂の里・さらびき
- 道の駅和

## 観光

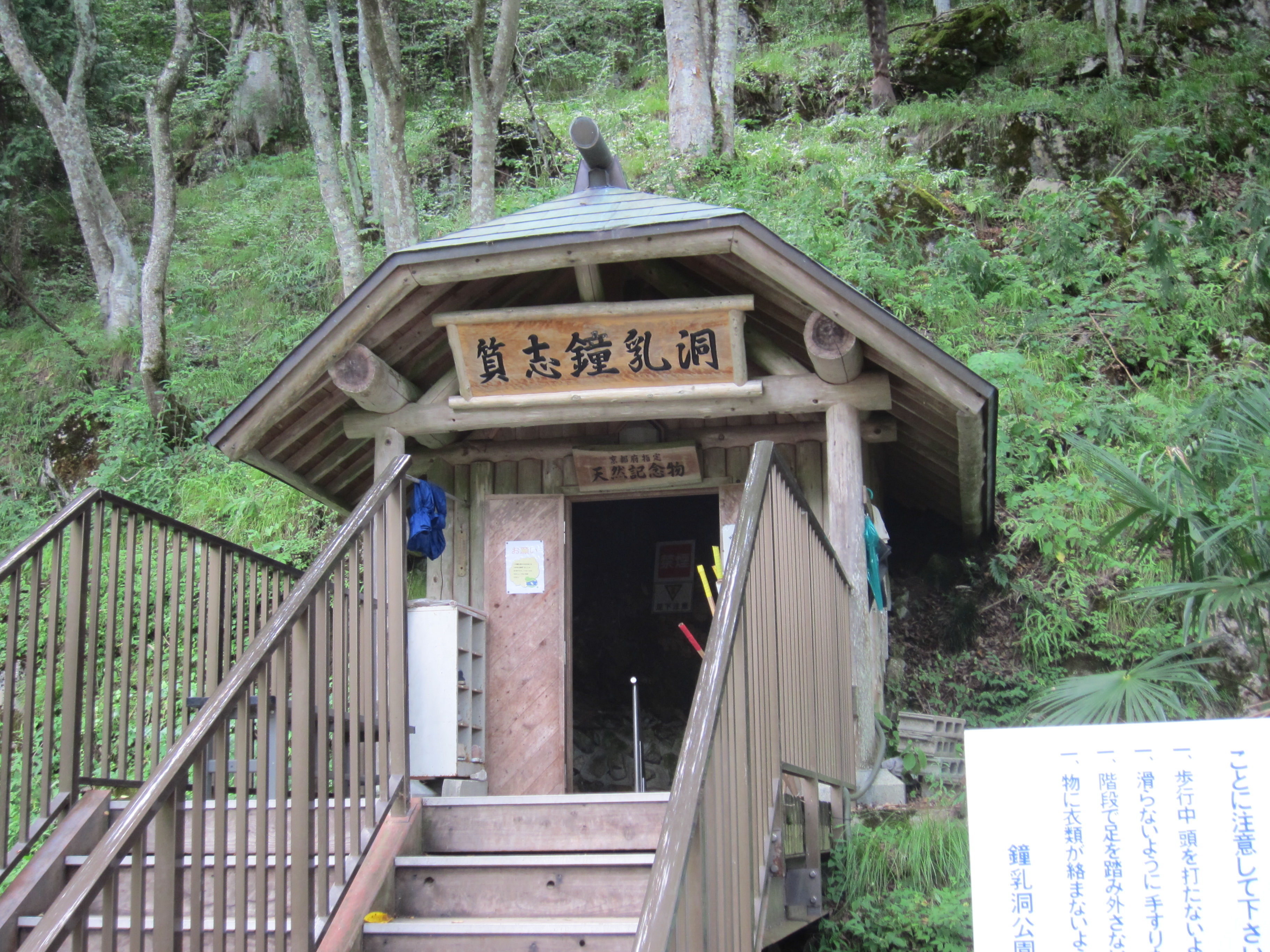
質志鍾乳洞入洞口

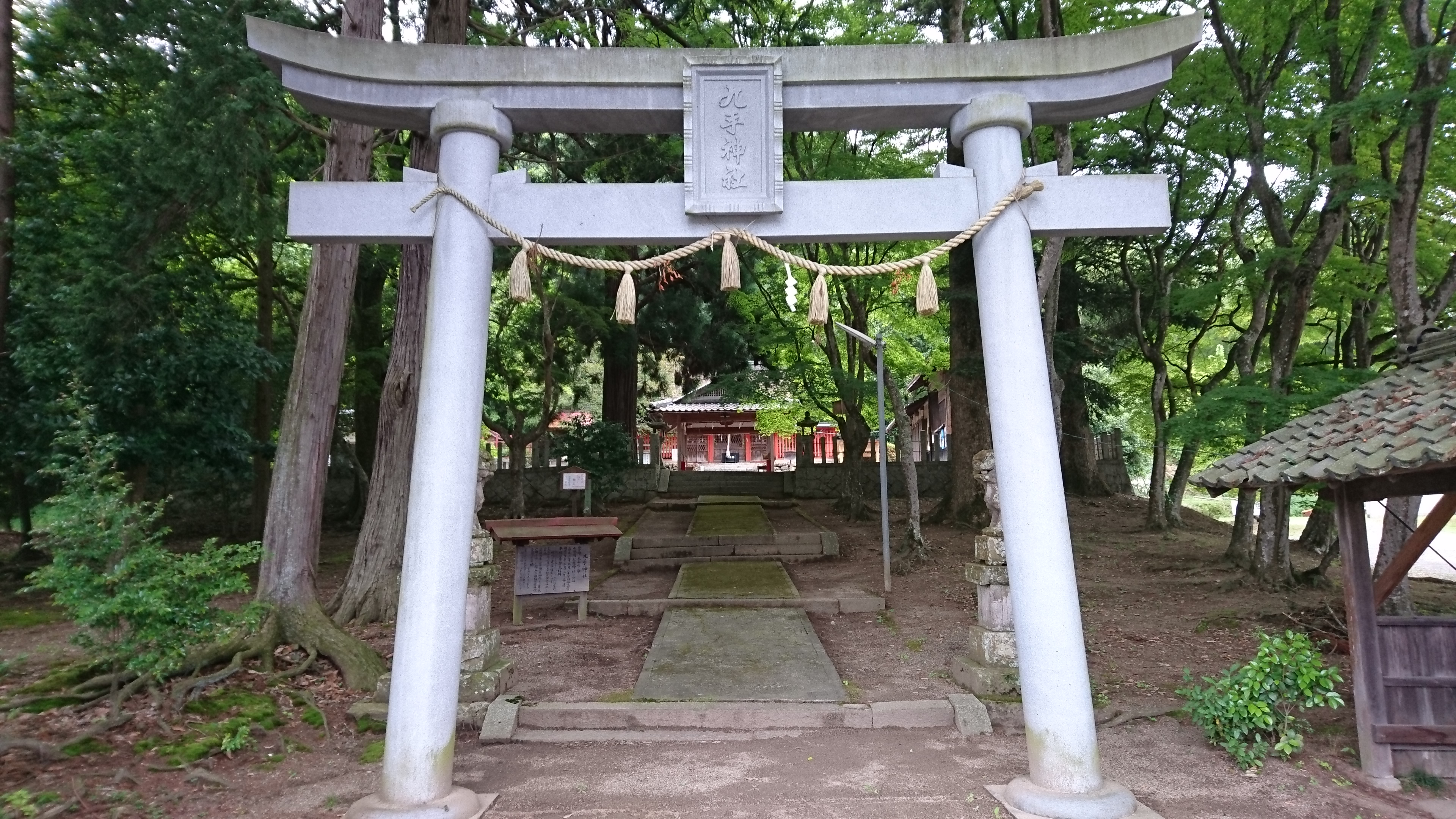
九手神社

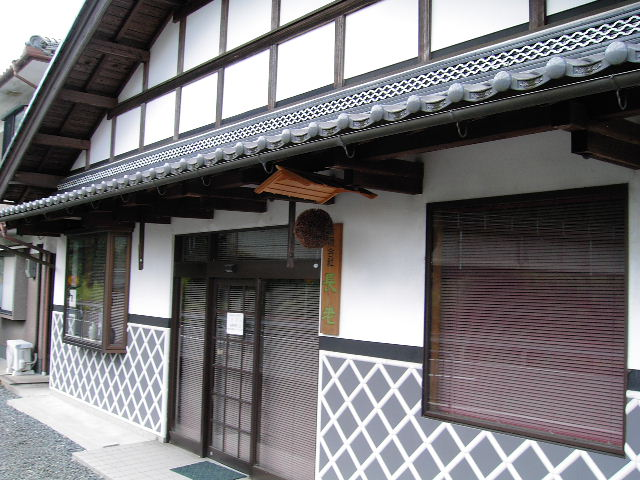
長老酒造

### 名所・旧跡
城郭
- 須知城

神社
- 能満神社[10]
- 葛城神社[11]
- 梅田春日神社[12]
- 九手神社
- 八幡宮[13]
- 阿上三所神社[14]

寺院
- 金福寺
- 大福光寺 - 足利尊氏が建立した本堂、多宝塔、『方丈記』の最古の写本（重要文化財）などがある。
- 明隆寺 観音堂[15]
- 新宮寺[16]

街道
- 山陰道
  - 須知宿 - 山陰街道有数の宿場町。
  - 檜山宿

主な史跡
- 渡辺家 - 京都府最古級の居住とされている一般民家。丹波地方特有の茅葺入母屋作り、重要文化財。[17]

### 観光スポット
- 質志鍾乳洞 - 京都府唯一、近畿地方でも珍しい鍾乳洞。見学部分は50m程度であるが、後半部分垂直に降りる形状が特徴。府に天然記念物と指定されている。[18]
- 京都府立丹波自然運動公園
- 観音峠 - 4月ごろには、沿道に植えられた約70本の桜（ソメイヨシノ）が開花する。
- 丹波ワインハウス
- 丹波ワイン
- グリーンランドみずほ
- 琴滝 - 京都府景観資産（2009年登録[19]）
- わち山野草の森
- ウッディパルわち
- 長老ヶ岳 - 南丹市にまたがる標高916.9mの山。京都丹波高原国定公園に含まれている。

## 出身関連著名人

### 出身著名人
- 湊嘉秀 - 実業家。湊米穀ガスセンター代表。豊泉会、京丹波町ゴルフ協会、京都丹波・写ガール隊、丹波八坂太鼓保存会、冬ほたる、丹波みらい研究会、京丹波町観光協会などに尽力
- 山本恭子 - 映画評論家、翻訳家、編集者。
- 畑中健二 - 軍人。大日本帝国陸軍少佐。
- 竺沙雅章 - 東洋学者。元京都大学教授、名誉教授。
- さかはらあつし -映画監督、作家。
- 一谷麻実 - 女子ホッケー選手。ホッケー女子日本代表。
- 一谷奈歩 - 女子ホッケー選手。ホッケー女子日本代表。
- 山下留依 - 女子ホッケー選手。ホッケー女子日本代表。